# Fredede bygninger i Vallensbæk Kommune
Der er ingen fredede bygninger i Vallensbæk Kommune (ud over kirker).